# Куштова, Рукет Муссаевна
Рукет Муссаевна Куштова (9 апреля 2004, Ингушетия, Россия) — российский боксёр-любитель, призёр чемпионата России.

## Спортивная карьера
Боксом занимается с 2019 года, интерес к этому виду спорта ей привил отец. В начале июля 2022 года в городе Раменское она выиграла бронзовую медаль на летней спартакиаде учащихся России. 8 ноября 2024 года в Серпухове, уступив в полуфинале Ринате Безель, завоевала бронзовую медаль чемпионата России. В середине ноября 2024 года в Минске выиграла международный турнир памяти Героя Советского Союза Виктора Ливенцева.

## Достижения
- Чемпионат России по боксу среди женщин 2024 — ;

## Личная жизнь
Уроженка Ингушетии. Брат: Мухамед-Амин Куштов, боец вольного  стиля.